# 福建省厦门第一中学
福建省厦门第一中学，通称厦门一中，创办于1906年，位于中华人民共和国福建省厦门市，是一所直属于厦门市教育局的公办全日制完全中学。其前身可追溯至1685年创立的玉屏书院。厦门一中是福建省一级达标高中、“全国文明单位”、“中华百年名校”。
截至2024年，厦门一中有思明、海沧两个校区，共占地约23.32万平方米。拥有193个教学班，在校学生9400多人，教职员工708人。

## 学校历史

### 简述
厦门一中的前身，为清康熙二十四年（1685年）创立于玉屏山麓的玉屏书院。清光绪三十二年（1906年）始建厦门中学堂，为厦门最早的官办中学。民国元年（1912年）改称思明中学，民国6年（1917年）思明中学收归省办，改为省立第十三中学。民国18年（1929年）改为省立厦门中学。民国26年（1937年）秋，改为福建省立厦门初级中学,原有高中班级并入龙溪中学，同年，因日本侵华，迁至安溪官桥。民国27年（1938年）奉省政府令停办，同年厦门沦陷。民国35年（1946年），厦门市政府办厦门市立中学；同年9月，福建省教育厅决定恢复省立厦门中学。1951年2月，省立厦门中学和厦门市立中学合并为福建省厦门第一中学，1958年被列为福建省16所重点中学之一。1966年文革开始，受文革思潮影响，厦门一中被迫停课，“工作接近瘫痪”。1968年，工宣队进驻，学校复课。1978年拨乱反正，学校制定《厦门第一中学三年规划》，逐步恢复原有正常教学秩序。2002年，学校开始筹备建设新校区。2006年夏，新校区建成，作为高中部投入使用。2015年，学校开始筹备建设海沧校区，2018年海沧校区开始招生。

### 玉屏书院（1685年-1906年）
玉屏书院得名于厦门城东部的玉屏山，而玉屏山则得名于山上“屹立如削，晶莹可爱”的巨石。明朝时，曾有人在玉屏山麓开设义学，但由于1661年的迁界令，沿海30里的地带被迫荒废，义学也没有延续下去。
清康熙二十四年（1685年），威略将军吴英在厦门城东北处的明代义学旧址修建文昌殿与萃文亭，将此处扩为学堂。同时，吴英还建造了一间供奉柳仙的小庙“卖诗店”，专供占乩作诗，但这一学堂同样也没能延续下去。康熙五十八年（1719年），戶部郎中雅奇任职闽海关。期间，他利用吴英的学堂再度办学，并捐修集德堂，供士子学习。虽然雅奇购办了漳州府垣泥乡的若干亩水田，并依靠田租支付书院的开支，但由于“生徒寥落”，附近寺院的僧侣便侵占书院屋舍，挪用田租，并将屋舍租予外人居住。
清乾隆十六年（1751年），署理福建水师提督倪鸿范与兴泉永道道台白瀛、厦门海防同知许逢元召集地方士绅黄日纪、林翼池、刘承业、廖飞鹏等人，共谋创办“玉屏书院”。为此，他们驱逐僧侣，迁走佛像，向士绅筹集了两千余两银子。1751年10月，玉屏书院动工。人们在文昌殿的右侧辟地，建起了一座讲堂与八座斋庑。1752年11月，耗费了一千八百余两银子的玉屏书院终于竣工，进士蓝应元受聘为山長，这也是厦门岛最早的官办书院。

### 厦门中学堂（1906年-1912年）
清光绪三十一年（1905年），清廷废除科举制，玉屏书院停聘山长。同时，兴泉永道道台玉贵与玉屏书院各董事筹备开办学堂，由玉屏书院董事叶大年、陈纲为总董，以吕澄、黄瀚、王步蟾、周殿修、周殿薰、周麟书、王人骥、余焕章、柯荣试、刘培元、黄必成、王义芳、杨式古、王步瀛、吴乃志、萧觉钟、黄世铭等为董事，成立“厦门中学堂董事会”。该校董会从原玉屏书院经费中调拨400余银元充当办学经费，并通过校董的王义芳介绍，获得越南侨商王蔼堂的一万两白银捐款。光绪三十二年农历四月初四（1906年4月27日），厦门中学堂正式开学，由周殿修担任监督（校长）、周殿薰担任学监。此时，厦门中学堂新收两个班40余名学生，每人收取全年学费12银元。新成立的厦门中学堂实行五年的学制，每周上课36课时，并以古文、修身、经学、历史、地理、算术、物理、化学为主科，英文、体育、音乐为副科。
作为全厦门第一所公立学校，厦门中学堂一直为兴泉永道道台所关注。1907年至1908年，聂元龙、刘庆汾上任道台后，均前往厦门中学堂视察该校学业。1908年，厦门中学堂的学生数增至300余人。1911年，据《汉文台湾日日新报》报导，当年的厦门中学堂位居厦门16座中外书院的榜首，拥有最多的生徒数（400余人）与最优越的成绩。由于学生数量骤增，校方增筑校舍、室内操场与户外大操场。

### 思明中学（1912年-1917年）
1912年，中华民国成立。由于新政府推行学制改革，厦门中学堂取消学堂名称，改为学校，由王人骥担任校长。不久，王人骥卸任，吕锡敬继任校长，并奉令改校名为“思明中学”，几个月后，吕锡敬卸任，王人骥复任校长。此时学校的经费由福建省府每年划拨的1200银元与玉屏书院的公产收入拨充。

### 厦门一中（1951年至今）
1951年2月，在浮屿的开明戏院里，厦门市长梁灵光宣告市立厦门中学与省立厦门中学合并，校名“厦门第一中学”，由傅秋元担任校长、苏珍辉担任副校长。1952年，厦门一中被华东区人民政府批准为“华东区重点中学”。1953年，周乔林继任校长，并在现今文园路的新校址上兴建“五三楼”、“五四楼”、“办公楼”、“物理化学实验楼”、“综合楼”等建筑。截至1955年6月，厦门一中拥有38个班2039位学生，而原有的玉屏书院校址无法容纳繁多的学生。因此在1955年9月，厦门一中的学生一分为二：一部分迁入文园路的新校舍，归属“福建省厦门第一中学”，仍由周乔林担任校长；一部分留守玉屏书院校址，归属“福建省厦门第五中学”，由苏珍辉担任校长。
2015年12月初，厦门一中海沧校区于马銮湾片区水头村东南部开始建设。该项目的用地面积达10.71公顷，总建筑面积148802平方米，总投资63185.53万元，包括5栋教学楼、3栋实验楼、2栋艺术楼、1栋艺术馆、4栋宿舍楼及一个地下停车场。
2018年8月中旬，厦门一中海沧校区的主体建筑完成验收。而该校区的首批学生（294名高一新生、200名初一新生）则分别在8月20日、8月24日入校报到。此时的新校区的总用地面积超10万平方米，包括10栋教学楼、4栋宿舍楼、艺术馆、千人大礼堂、综合办公楼，以及包含游泳池、篮球场和乒乓球场在内的1个体育馆，2个400米运动场。

## 校区
截至2024年7月，厦门一中共有思明和海沧两个校区，两个校区都分别设有初中部和高中部。思明校区位于思明区文园路75号（高中部）及93号（初中部），面积12.61万平方米；海沧校区位于海沧区东孚南路99号，占地10.71万平方米。

### 分校、附校、合作校[14]
分校：
1. 厦门市第五中学（加挂“福建省厦门第一中学分校”）
2. 厦门市集美区灌口中学（福建省厦门第一中学集美分校）
3. 厦门一中思明分校（建设中，预计2025年建成招生）
4. 厦门一中湖里分校（建设中，预计2025年建成招生）

合作校：
1. 厦门市金鸡亭中学
2. 厦门市汀溪中学
3. 厦门市国祺中学
4. 厦大附属翔安实验学校

异地对口帮扶校:
1. 吉木萨尔县第一中学[15]
2. 宁德市民族中学[16]
3. 宁德市第五中学[17]

联合办学:
1. 厦门市火炬学校初中部[18][19]
2. 厦门一中国贸幼儿园[20]

## 教学设施

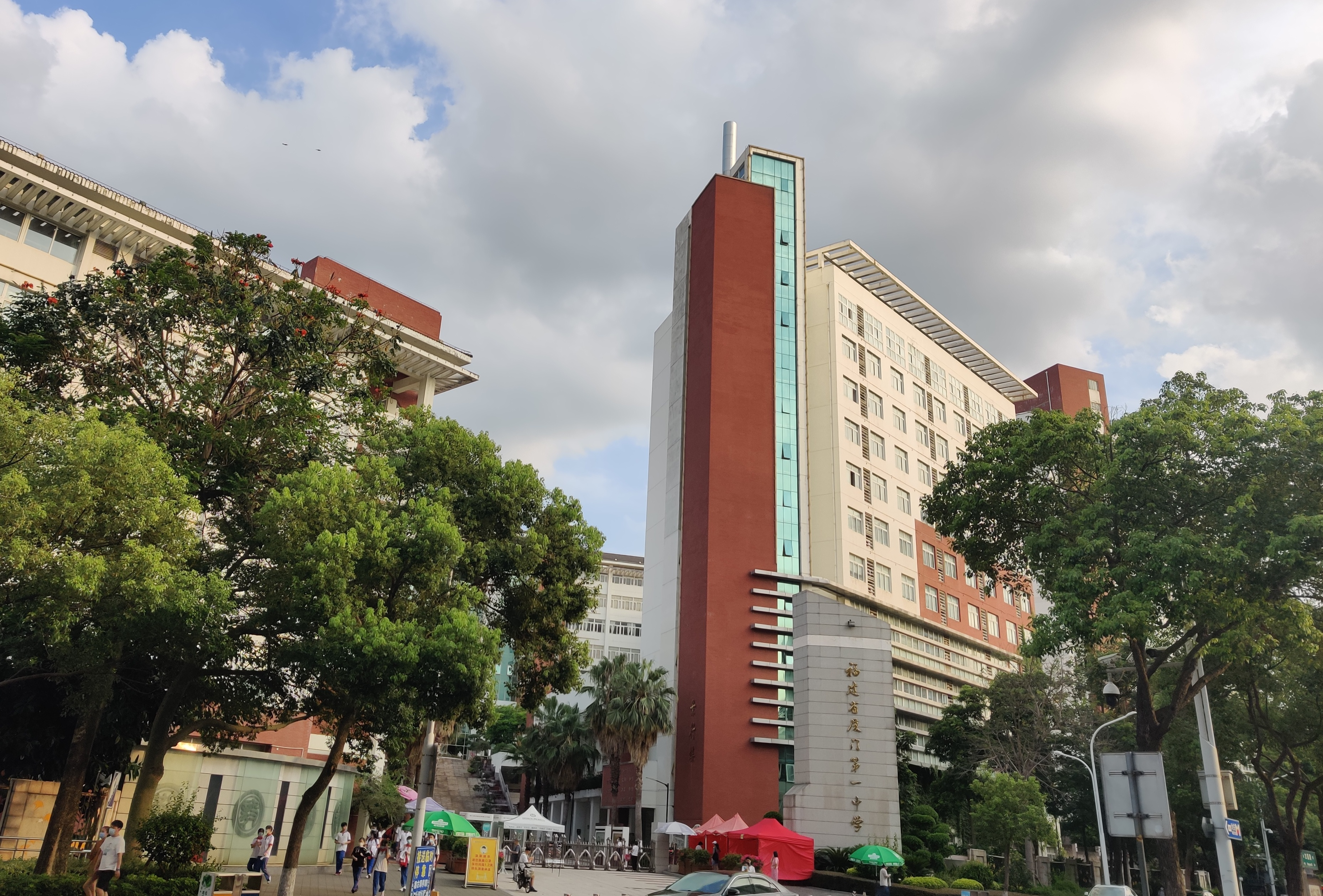
厦门一中思明校区高中部的校景

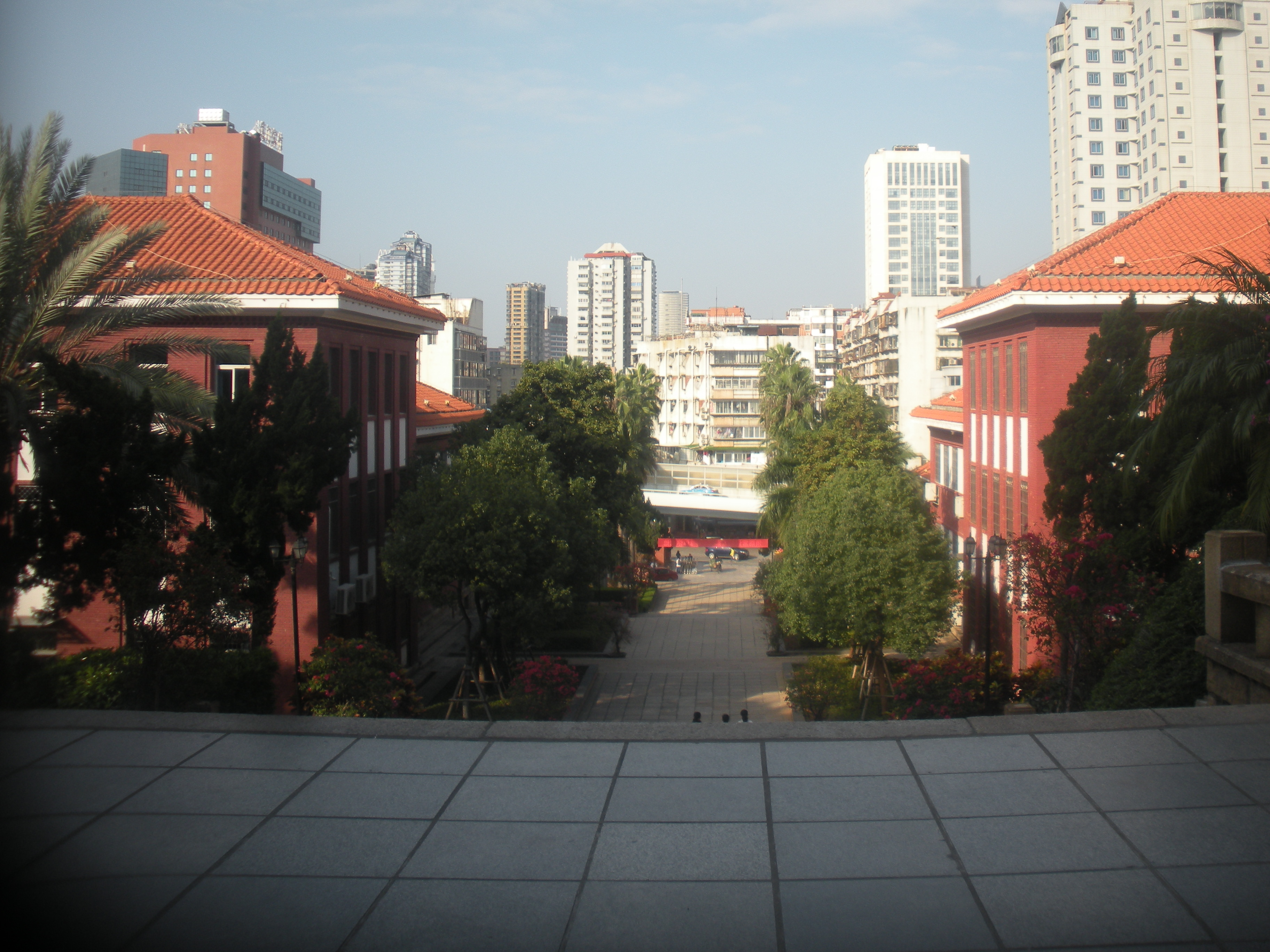
厦门一中思明校区初中部的校景

厦门一中思明校区拥有可容纳1100人的千人大会堂、双层有2500个就餐座位的大型食堂、15层4部电梯现代化学生公寓以及450平米电视台标准的演播大厅。此外，思明校区还设有三幢拥有80平方米教室的教学楼群、内设30间标准实验室的实验楼群、行政楼、艺术楼、天文台、学生校园网吧、机器人工作室、300平方米的学生电子阅览室、学生电视台、校史展览室、心理咨询室以及棋牌社活动室。另外，学校的标志性建筑“捷中图书馆”（高中部），内设图书馆、网管中心、学科竞赛基地、演播大厅等场所。以及锦隆图书馆（初中部）等教学设施。

### 师资队伍
截至2023年10月，厦门一中拥有“万人计划”国家级教学名师2人，特级教师4人，正高级教师9人，拥有高级教师任职资格的138人，全国劳动模范1人，全国先进工作者1人，全国优秀教师1人，荣获全国五一劳动奖章的2人，荣获全国模范教师的2人。

### 体育设施
厦门一中思明校区高中部有一片400米周长的环形塑胶跑道和人造草坪坪足球场（大操场）在操场右侧有一座大型体育馆，内设2个篮球场和多个羽毛球场，以及一个50米8道标准恒温游泳池。除了游泳池外，校园内还设有一个拥有40张乒乓球桌的乒乓球馆。
厦门一中思明校区初中部有一片300米周长的环形塑胶跑道和人造草坪坪足球场（小操场），操场一侧设有一个标准尺寸的网球场，两边分别设有铅球投掷区域、跳远沙坑和数个非标准小篮球场。在最外侧设有一个小型足球场和三个标准露天篮球场。

## 行政管理

### 现任领导
- 党委书记：陈文强；
- 党委副书记、校长：卞祖华；
- 党委副书记：张南峰；
- 党委委员、副校长：刘鹏、谢凯灵、王可怡、钟斌；
- 党委委员、纪委书记：李忠玉；
- 党委委员、工会主席：林宗进；
- 校务顾问：陈佩玲。

（数据截至2024年7月）

### 历任校领导
| 校名                                                      | 姓名                                   | 职务             | 任职年限        |
| --------------------------------------------------------- | -------------------------------------- | ---------------- | --------------- |
| 厦门中学堂                                                | 周殿修                                 | 监督             | 1906-1909       |
| 厦门中学堂                                                | 黄必成                                 | 监督             | 1909-1912       |
| 思明中学                                                  | 王人骥                                 | 校长             | 1912-1917       |
| 省立十三中                                                | 黄琬                                   | 校长             | 1917-1926       |
| 省立十三中                                                | 杨展伦、杨山光、吕炳水、张伯炘、李伯端 | 校务委员会委员   | 1926-1928       |
| 省立十三中                                                | 杨展伦                                 | 校长             | 1928            |
| 省立十三中                                                | 林荫南                                 | 校长             | 1929            |
| 省立十三中                                                | 李增扬                                 | 校长             | 1930            |
| 省立厦门中学                                              | 庄奎章                                 | 校长             | 1931-1937       |
| 省立厦门中学                                              | 王启伟                                 | 校长             | 1937-1938       |
| 厦门沦陷，1938-1946年期间学校停办                         |                                        |                  |                 |
| 省立厦门中学                                              | 崔钟英                                 | 校长             | 1946-1947       |
| 省立厦门中学                                              | 苏克惠                                 | 校长             | 1947-1949       |
| 省立厦门中学                                              | 郭碧海                                 | 校务委员会主任   | 1949-1950       |
| 省立厦门中学                                              | 许曼                                   | 校长             | 1950-1951       |
| 省立厦门中学                                              | 王其扬                                 | 党支部书记       | 1949-1950       |
| 省立厦门中学                                              | 高维真                                 | 党支部书记       | 1950-1951       |
| 厦门市立中学                                              | 吕仲驹                                 | 校长             | 1946-1949       |
| 厦门市立中学                                              | 石益谦                                 | 校长             | 1949-1950       |
| 厦门市立中学                                              | 苏节                                   | 校长             | 1950-1951       |
| 1951年2月，省立厦门中学和厦门市立中学合并，称厦门第一中学 |                                        |                  |                 |
| 厦门一中                                                  | 傅秋元                                 | 校长             | 1951-1952       |
| 厦门一中                                                  | 周乔林                                 | 校长、书记       | 1953-1956       |
| 厦门一中                                                  | 王毅林                                 | 校长、书记       | 1957-1968       |
| 厦门一中                                                  | 张琛林                                 | 革委会主任、书记 | 1969-1971工宣队 |
| 厦门一中                                                  | 郭玛保                                 | 革委会主任、书记 | 1971-1972工宣队 |
| 厦门一中                                                  | 崔胜先                                 | 革委会主任、书记 | 1972-1973       |
| 厦门一中                                                  | 张克莱                                 | 革委会主任       | 1973-1975       |
| 厦门一中                                                  | 郭赞锷                                 | 书记             | 1973-1985       |
| 厦门一中                                                  | 李永裕                                 | 革委会主任       | 1975-1978       |
| 厦门一中                                                  | 李永裕                                 | 校长             | 1978-1979       |
| 厦门一中                                                  | 郑克成                                 | 校长             | 1979-1982       |
| 厦门一中                                                  | 黄种祥                                 | 代理校长         | 1982-1984       |
| 厦门一中                                                  | 黄种祥                                 | 校长             | 1984-1985       |
| 厦门一中                                                  | 黄种祥                                 | 书记             | 1985-1988       |
| 厦门一中                                                  | 黄种祥                                 | 校长、书记       | 1988-1995       |
| 厦门一中                                                  | 黄守忠                                 | 校长             | 1985-1988       |
| 厦门一中                                                  | 吴章薄                                 | 校长、书记       | 1995-2002       |
| 厦门一中                                                  | 任勇                                   | 校长             | 2002-2006       |
| 厦门一中                                                  | 陈珍                                   | 第一副书记       | 2002-2006       |
| 厦门一中                                                  | 陈珍                                   | 书记             | 2006-2017       |
| 厦门一中                                                  | 周君力                                 | 校长             | 2006-2020       |
| 厦门一中                                                  | 周君力                                 | 书记             | 2017-2020       |
| 厦门一中                                                  | 陈文强                                 | 书记             | 2020-今         |
| 厦门一中                                                  | 陈文强                                 | 校长             | 2020-2024       |
| 厦门一中                                                  | 卞祖华                                 | 校长             | 2024-今         |

## 校友

### 校友会
福建省厦门第一中学校友会成立于1985年10月5日，由厦门一中及其前身省立十三中、省立厦门中学、厦门市立中学的校友组成。2016年10月至今，由曾通担任会长。校友会的办公地点位于思明校区初中部，拥有香港、北京、上海、南京、杭州、广州、福州、漳州等八个地方分会。此外，校友会主办有刊物《厦门一中校友》。

### 校友
- 全国政协原副主席、国务院原副总理方毅[30][31]
- 开国上将、全国人大常委会原副委员长叶飞[32]
- 化学家、全国人大常委会原副委员长，卢嘉锡[33]
- 全国人大常委会原副委员长、原国务委员陈至立[34]
- 台盟中央原常务副主席汪毅夫[35]
- 世界乒乓球单打冠军郭跃华[36]
- 历史地理学家周振鹤[37]
- 农业考古学家陈文华[38]
- 原外交官黄桂芳[39]
- 原外交官陈佐洱[40]
- 朦胧派代表诗人舒婷[41][42]
- 中国工程院院士，电子学家李幼平[43]
- 核能技术专家张作义[44]
- 跳高世界记录原保持者倪志钦[45]
- 著名女演员陈都灵[46]
- 福建师范大学原校长、中国物理学会原理事曾民勇[47]
- 亚运会女子跳高金牌得主郑达真[48]
- 著名主持人、金话筒奖得主、全国政协委员陈伟鸿[49]

## 相关外链
- 厦门一中主页 （页面存档备份，存于）